# Anemia microcitica

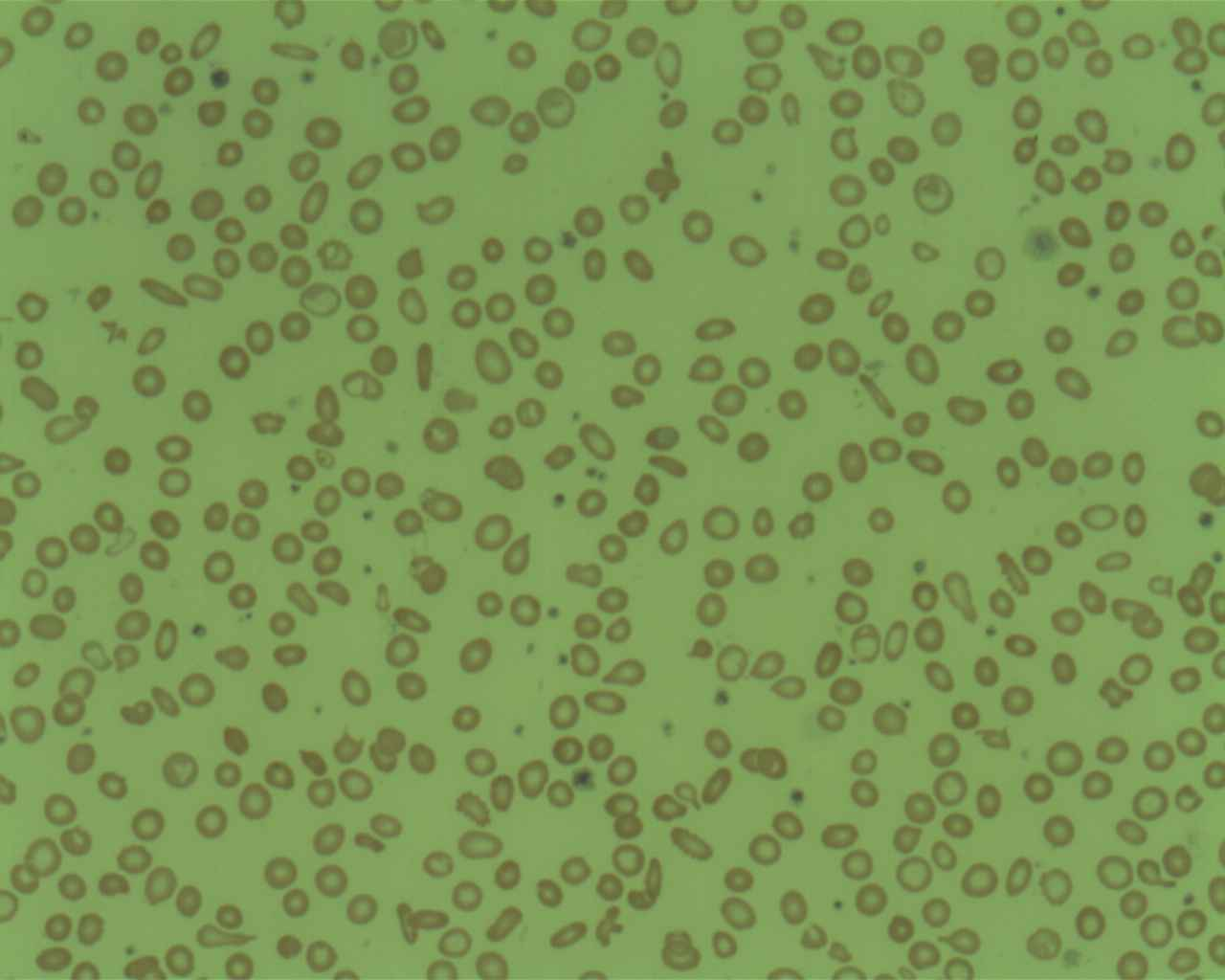

L'anemia microcitica è uno dei molti tipi di anemia caratterizzata da globuli rossi (eritrociti) di dimensioni ridotte, chiamati microciti. Il normale volume della componente corpuscolata (abbreviata come MCV negli esami del sangue) è 80-100 fL, esso rappresenta una media tra il volume di cellule più piccole (< 80 fL) descritte come microciti e cellule più grandi (> 100 fL) descritte come macrociti. Questi ultimi sono causa di anemia macrocitica.
Nell'anemia microcitica i globuli rossi sono anche ipocromici, ovvero il loro colore è meno intenso del consueto. La determinante di tale condizione è da ricercarsi in un problema legato alla produzione dell'emoglobina o da una minor concentrazione di tale molecola nei globuli rossi, normalmente di circa 320-360 g/L.

## Eziologia
Numerose sono le cause dell'anemia microcitica. Tra le principali si può ricordare la presenza di:
- Condizioni croniche di carenze di ferro[1] (anemia sideropenica)
- Talassemia
- Anemia sideroblastica
- Malattie croniche, come la celiachia[2]
- Avvelenamento da piombo
- Deficienza da vitamina B6

## Sintomi
I sintomi più evidenti dell'anemia microcitica sono perdita di appetito, pallore (accentuato nel viso e nelle labbra), fragilità nelle unghie e dei capelli.
Nei casi più incisivi si presentano difficoltà nella deglutizione, infiammazioni alla bocca, mal di testa, stordimento, dolori al petto e fiato corto.